# NGC 2934
NGC 2934 je galaksija u zviježđu Lavu.

## Vanjske poveznice
- SEDS: NGC 2934